# Вісдом (Монтана)
Вісдом (англ. Wisdom) — переписна місцевість (CDP) в США, в окрузі Бівергед штату Монтана. Населення — 104 особи (2020).

## Географія
Вісдом розташований за координатами 45°36′36″ пн. ш. 113°26′45″ зх. д. / 45.61000° пн. ш. 113.44583° зх. д. (45.609941, -113.445738).  За даними Бюро перепису населення США в 2010 році переписна місцевість мала площу 2,56 км², з яких 2,54 км² — суходіл та 0,02 км² — водойми.

### Клімат
| Клімат : Вісдом         | Клімат : Вісдом | Клімат : Вісдом | Клімат : Вісдом | Клімат : Вісдом | Клімат : Вісдом | Клімат : Вісдом | Клімат : Вісдом | Клімат : Вісдом | Клімат : Вісдом | Клімат : Вісдом | Клімат : Вісдом | Клімат : Вісдом | Клімат : Вісдом |
| Показник                | Січ.            | Лют.            | Бер.            | Квіт.           | Трав.           | Черв.           | Лип.            | Серп.           | Вер.            | Жовт.           | Лист.           | Груд.           | Рік             |
| Абсолютний максимум, °C | 11,7            | 12,8            | 20,0            | 26,7            | 29,4            | 32,8            | 36,7            | 35,6            | 31,7            | 27,2            | 18,9            | 11,7            | 36,7            |
| Середній максимум, °C   | −2,4            | 0,3             | 4,9             | 10,4            | 15,9            | 21,1            | 25,9            | 25,7            | 20,0            | 13,2            | 3,1             | −2,2            | 11,5            |
| Середній мінімум, °C    | −17,6           | −16,4           | −11,2           | −6,4            | −2,2            | 1,7             | 2,6             | 1,1             | −3,2            | −7,1            | −11,8           | −17             | −7,3            |
| Абсолютний мінімум, °C  | −46,7           | −46,7           | −37,2           | −28,9           | −13,3           | −7,2            | −6,7            | −11,7           | −17,2           | −30,6           | −36,7           | −48,3           | −48,3           |
| Норма опадів, мм        | 16              | 13              | 17              | 25              | 43              | 45              | 33              | 28              | 25              | 19              | 21              | 18              | 303             |
| Днів з опадами          | 9,5             | 8,1             | 10,3            | 10,8            | 13,0            | 11,9            | 8,6             | 8,3             | 7,5             | 6,9             | 10,6            | 10,3            | 115,8           |
| Днів зі снігом          | 2,6             | 2,4             | 1,9             | 1,2             | ,4              | 0               | 0               | 0               | ,1              | ,3              | 1,3             | 2,1             | 12,3            |
| ----------------------- | --------------- | --------------- | --------------- | --------------- | --------------- | --------------- | --------------- | --------------- | --------------- | --------------- | --------------- | --------------- | --------------- |
| Джерело: NOAA           |                 |                 |                 |                 |                 |                 |                 |                 |                 |                 |                 |                 |                 |

## Демографія
Згідно з переписом 2010 року, у переписній місцевості мешкало 98 осіб у 58 домогосподарствах у складі 30 родин. Густота населення становила 38 осіб/км².  Було 116 помешкань (45/км²).
Расовий склад населення:
| - 100,0 % — білих |

До двох чи більше рас належало 0,0 %. Частка іспаномовних становила 3,1 % від усіх жителів.
За віковим діапазоном населення розподілялося таким чином: 6,1 % — особи молодші 18 років, 68,4 % — особи у віці 18—64 років, 25,5 % — особи у віці 65 років та старші. Медіана віку мешканця становила 56,3 року. На 100 осіб жіночої статі у переписній місцевості припадало 133,3 чоловіків;  на 100 жінок у віці від 18 років та старших — 135,9 чоловіків також старших 18 років.
Середній дохід на одне домашнє господарство  становив 74 078 доларів США (медіана — 46 250), а середній дохід на одну сім'ю — 88 296 доларів (медіана — 40 625). За межею бідності перебувало 8,0 % осіб, у тому числі 0,0 % дітей у віці до 18 років та 0,0 % осіб у віці 65 років та старших.
Цивільне працевлаштоване населення становило 46 осіб. Основні галузі зайнятості: інформація — 21,7 %, будівництво — 19,6 %, виробництво — 17,4 %, освіта, охорона здоров'я та соціальна допомога — 15,2 %.